# Узытамак
Узытамак (баш. Уҙытамаҡ) — село в Чишминском районе Республики Башкортостан Российской Федерации. Административный центр Алкинского сельсовета.

## География

### Географическое положение
Расстояние до:
- районного центра (Чишмы): 21 км,
- ближайшей ж/д станции (Алкино): 1 км.

## История
В «Списке населенных мест по сведениям 1870 года», изданном в 1877 году, населённый пункт упомянут как сельцо Узытамак (Михаиловка, Алкина, Софьино) 1-го стана Уфимского уезда Уфимской губернии. Располагалось при речке Узе, по левую сторону Казанского почтового тракта из Уфы до левого берега реки Дёма, в 30 верстах от уездного и губернского города Уфы и в 20 верстах от становой квартиры в деревне Берсюванбаш. В деревне в 30 дворах жили 176 человек (91 мужчина и 85 женщин, татары), были мечеть, училище, водяная мельница. Жители занимались пчеловодством.

## Население
| 2002 | 2009 | 2010 |
| ---- | ---- | ---- |
| 411  | ↗440 | ↘429 |

### Национальный состав
Согласно переписи 2002 года, преобладающие национальности — татары (42 %), башкиры (39 %).

## Религия
В селе находится мечеть Иман.

## Известные уроженцы
- Газизов, Рустем Фаритович (род. 1983) — российский государственный деятель.